# Plataspidinae
Sous-famille
Synonymes
- Plataspinae Dallas, 1851[1]

Les Plataspidinae sont une sous-famille d'insectes du sous-ordre des hétéroptères (punaises).

## Liste des tribus et genres
Selon BioLib (30 mai 2019) :
- tribu Plataspidini (Dallas, 1851)
  - genre Coptosoma Laporte, 1833
  - genre Megacopta Hsiao & Jen, 1977

Genres non classés :
- genre Claviplatys Rédei & Jindra, 2018
- genre Coptosomoides China, 1941
- genre Merinjakia Distant, 1914
- genre Oncylaspis Stål, 1865
- genre Paracopta Hsiao & Jen, 1977
- genre Tarichea Stål, 1865
- genre Vigetus Distant, 1901

## Publication originale
- Dallas, W. S., Gray, J. E., List of the specimens of hemipterous insects in the collection of the British Museum - Part I (œuvre littéraire), 1851, [lire en ligne].